# ミオミル・ケツマノビッチ
- ミオミル・キツマノビッチ

ミオミル・ケツマノビッチ（セルビア語: Миомир Кецмановић/Miomir Kecmanović, 1999年8月31日 - ）は、ユーゴスラビア（現：セルビア）ベオグラード出身の男子プロテニス選手。ATPツアーでシングルス1勝、ダブルス1勝を挙げている。自己最高ランキングはシングルス27位、ダブルス127位。キツマノビッチと表記されることも多い。

## 選手経歴

### ジュニア時代
セルビアのベオグラードで総合外科と腹部診療をそれぞれ専門とする両親の元に生まれた。6歳からテニスを始めた。13歳の時に心理学者の叔母と共にフロリダに移り住み、叔母がマネージャーとしてキツマノビッチの世話をするようになり、IMGアカデミーでトレーニングに励むようになる。

### 2015年 オレンジボウル初優勝
12月、オレンジボウル国際テニス選手権決勝でステファノス・チチパスを6-3, 2-6, 7-6(5)で下して優勝を飾った。

### 2016年 ジュニア世界1位
全米オープンジュニアの部では決勝進出。決勝ではフェリックス・オジェ＝アリアシムに0-6, 3-6のストレートで敗れ、準優勝となった。さらにデビスカップセルビア代表の5番手として母国の代表としてチームの練習にも参加。11月21日のジュニア世界ランキングで1位となる。年間最終ランキングは806位。

### 2017年 チャレンジャー初優勝
2017年にプロ転向。1月、アメリカ合衆国のオレンジ・パークでのフューチャーズ決勝でクリスチャン・リンデルを6-2, 6-2のストレートで下して、フューチャーズ初優勝。さらに10月の蘇州オープン決勝ではラドゥ・アルボットを6-4, 6-4のストレートで破り、チャレンジャー初優勝を果たした。年間最終ランキングは207位。

### 2018年 トップ150入り
シーズン序盤ではATPチャレンジャーツアーでベスト8入り、ベスト4入りをしたことで2月5日に194位を更新して、トップ200入り。3月にはマイアミ・オープンで主催者側推薦により、ATPツアー本戦初出場を果たす。本戦1回戦ではデニス・イストミンに5-7, 4-6のストレートで敗れた。4月に全米男子クレーコート選手権で予選2試合を制して、本戦出場。本戦1回戦ではライアン・ハリソンに4-6, 3-6のストレートで敗退。
シーズン終盤には10月22日付けのランキングで149位を更新して、トップ150入りを果たした。10月のATPチャレンジャー柳州、中国では準優勝。11月の深圳竜華オープンではチャレンジャー2勝を挙げた。年間最終ランキングは132位。

### 2019年 トップ50入り

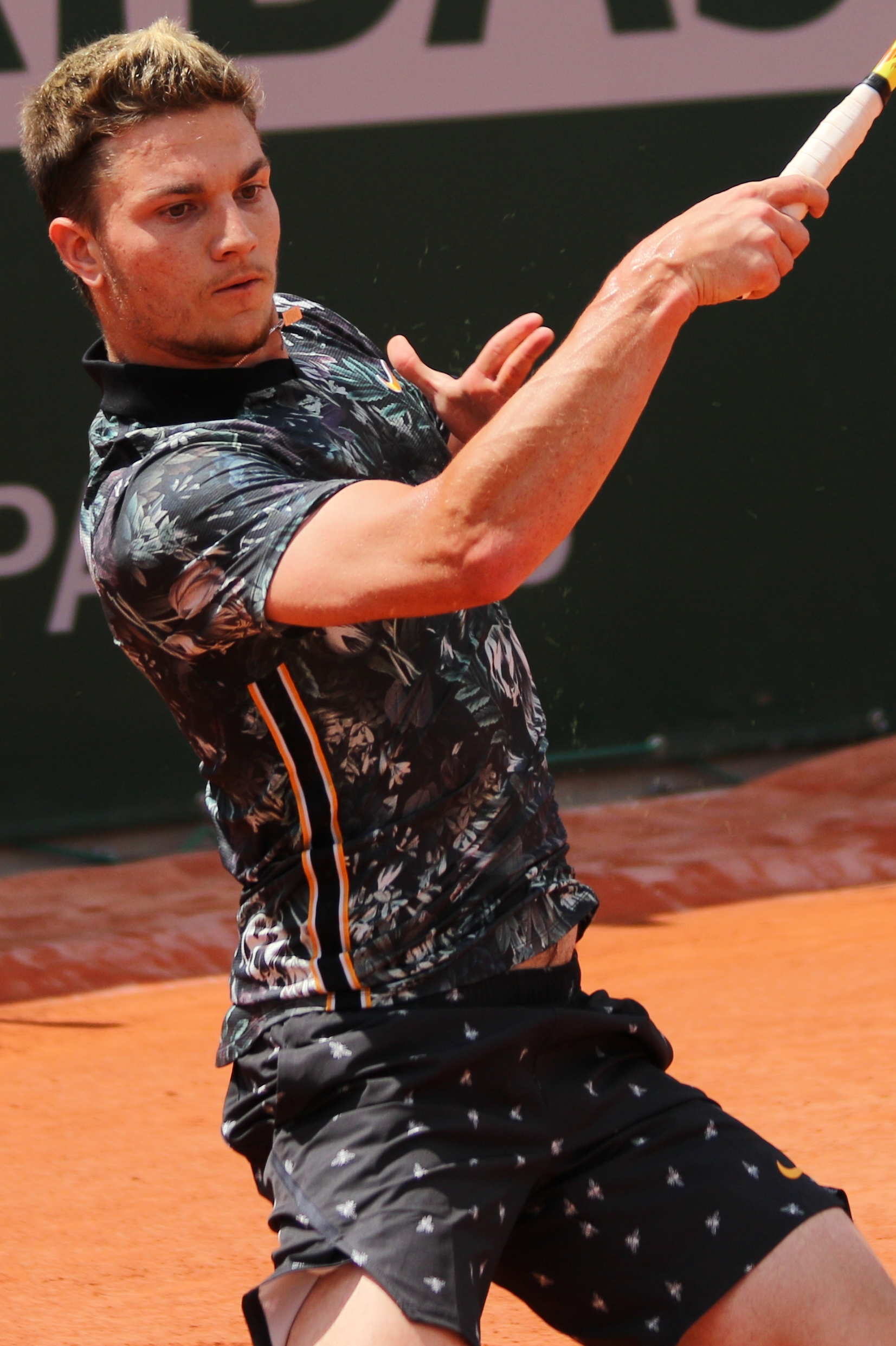
2019年全仏オープンでのミオミル・キツマノビッチ

全豪オープンで予選を通過しグランドスラム初出場を果たす。1回戦でフェルナンド・ベルダスコに6-7(3), 3-6, 3-6のストレートで敗れた。BNPパリバ・オープンではベスト8進出。準々決勝でミロシュ・ラオニッチに3-6, 4-6のストレートで敗れた。マイアミ・オープンでは2回戦でフランシス・ティアフォーに敗れた。
全仏オープン1回戦でデニス・クドラを6-0, 6-7(7), 5-7, 6-3, 6-4のフルセットで破り、グランドスラム初勝利。2回戦では第27シードのダビド・ゴファンに2-6, 4-6, 3-6のストレートで敗退。アンタルヤ・オープンでツアー初の決勝進出。決勝でロレンツォ・ソネゴに7-6(5), 6-7(5), 1-6で敗れて、準優勝。ウィンブルドン選手権では2回戦で第28シードのブノワ・ペールに6-7(5), 4-6の第2セット終了後に棄権となった。
アトランタ・オープンで初戦でジャック・ソックを7-6(9) 7-6(5)、2回戦で第8シードのユーゴ・アンベールを6-2, 6-0のストレートで撃破し、準々決勝進出。準々決勝ではテイラー・フリッツに1-6, 6-7(1)で敗退。全米オープンでは1回戦で同胞のラスロ・ジェレを6-2, 6-1, 7-5のストレートで破り、2回戦ではパオロ・ロレンツィに6-7(11), 7-6(2), 6-7(2), 6-3, 3-6のフルセットで敗れた。年間最終ランキングは59位。

### 2020年 ツアー初優勝
全豪オープンではアンドレアス・セッピにストレートで初戦敗退。全米オープンでは初戦をフルセットで突破するも、第8シードのロベルト・バウティスタ・アグートに3-6, 6-3, 3-6, 4-6で敗れた。全仏オープンでは第12シードのディエゴ・シュワルツマンに0-6, 1-6, 3-6のストレートで初戦敗退。しかし、9月のオーストリア・オープンでは決勝でヤニック・ハンフマンを6-4, 6-4のストレートで破り、ツアー初優勝。年間最終ランキングは44位。

### 2021年 トップ40入り

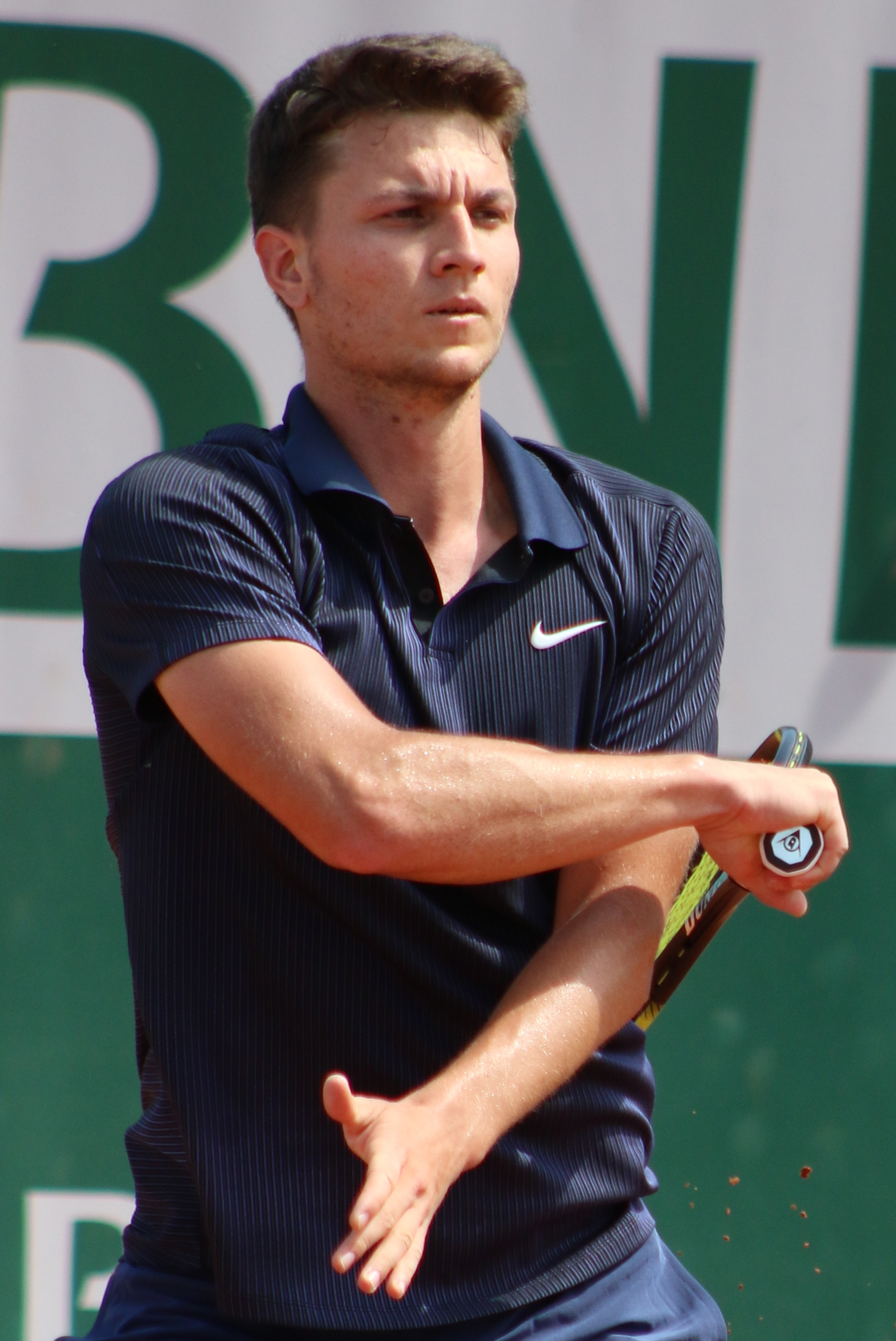
2021年全仏オープンでのミオミル・ケツマノビッチ

全豪オープンでは2回戦で第32シードのアドリアン・マナリノに1-6, 2-6, 4-6のストレートで敗れた。アルゼンチン・オープンではベスト4入り。準決勝ではディエゴ・シュワルツマンに0-6, 4-6のストレートで敗退するも、3月8日付けのランキングで38位を更新。全仏オープンでは1回戦で第25シードのダニエル・エバンスを1-6, 6-3, 6-3, 6-4で勝利。2回戦では同胞のラスロ・ジェレに6-4, 6-4, 3-6, 2-6, 3-6のフルセットで敗れた。ウィンブルドン選手権では2回戦でロベルト・バウティスタ・アグートに3-6, 3-6, 7-6(3), 6-3, 3-6のフルセットで敗退。全米オープンでは1回戦でアーサー・リンダークネッシュに6-7(10), 3-6, 7-5, 6-3, 6-4のフルセットで初戦敗退となった。年間最終ランキングは68位。

### 2022年 グランドスラム4回戦進出

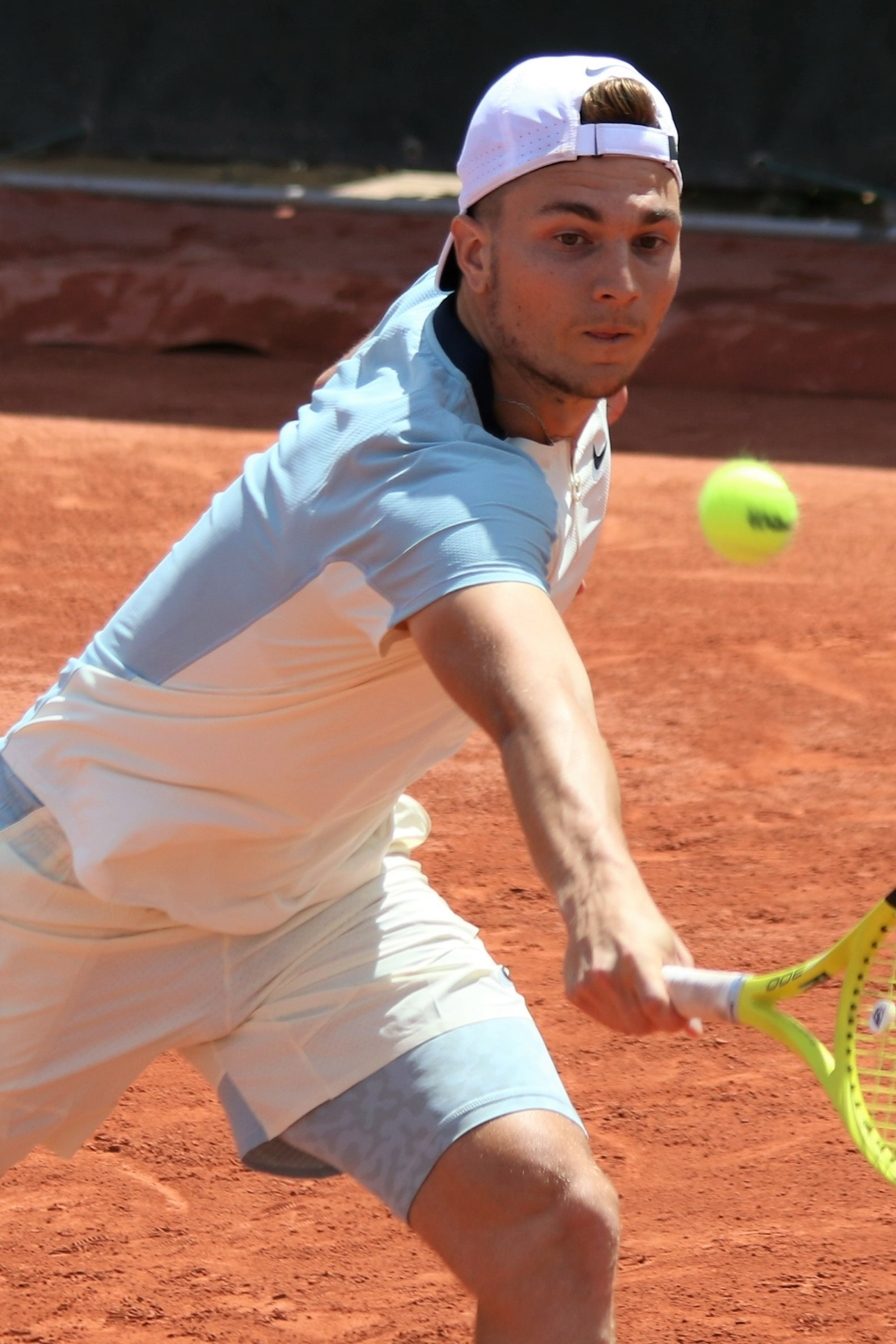
2022年全仏オープンでのミオミル・ケツマノビッチ

全豪オープンでは第25シードのロレンツォ・ソネゴを6-4, 6-7(), 6-2, 7-5で下してグランドスラム初の4回戦進出を果たす。4回戦では第17シードのガエル・モンフィスに5-7, 6-7(5), 3-6のストレートで敗れた。BNPパリバ・オープンではマリン・チリッチやマッテオ・ベレッティーニといったシード選手を破り、マスターズベスト8入り。準々決勝ではテイラー・フリッツに敗れたが、続くマイアミ・オープンではフリッツにリベンジを果たし、ベスト8入り。準々決勝ではカルロス・アルカラスに敗れた。
BMWオープンでは決勝でボーティック・ファン・デ・ザンスフルプに敗れ、準優勝。マドリード・オープンでは3回戦でラファエル・ナダルに敗れた。ローマ・マスターズではディエゴ・シュワルツマンに初戦敗退。全仏オープンでは第28シードとして出場して、初の3回戦進出。3回戦で第2シードのダニール・メドベージェフに2-6, 4-6, 2-6で敗れた。ウィンブルドン選手権でも初の3回戦進出。3回戦では同胞のノバク・ジョコビッチに0-6, 3-6, 4-6のストレートで敗れた。
ロス・カボス・オープンではツアーダブルス初優勝を果たした。全米オープンでは第32シードとして出場し、2回戦でリシャール・ガスケに2-6, 4-6, 6-4, 4-6で敗れた。パリ・マスターズではキャメロン・ノリーに初戦敗退。年間最終ランキングは29位。

### 2023年 ツアー100勝目
1月、全豪オープンでは第26シードとして出場するも、1回戦でニコラス・ジャリーに3-6, 4-6, 6-7(4)のストレートで敗れた。
2月、デルレイビーチ・オープン決勝ではテイラー・フリッツに0-6, 7-5, 2-6で敗れ、準優勝となったが、この大会の準決勝でラドゥ・アルボットに勝利したことでツアー通算100勝目を挙げた。
3月、BNPパリバ・オープンではスタン・ワウリンカに初戦敗退。マイアミ・オープンでは3回戦でアンドレイ・ルブレフに敗れた。
4月、エストリル・オープンでは今季2度目の決勝進出。決勝ではキャスパー・ルードに
2-6, 6-7(3)のストレートで敗れ、今季2度目の準優勝。さらにダブルスの部でも準優勝を飾った。
5月、ローマ・マスターズではファビオ・フォニーニに初戦敗退。全仏オープンでは第31シードとして出場するも、1回戦でアンドレア・ババソリに7-5, 6-2, 6-7(8), 6-7(3), 6-7(9)の2セットアップからの逆転負けとなった。
6月、ロスマーレン・グラスコート選手権ではミロシュ・ラオニッチに3-6, 4-6のストレートで初戦敗退。クイーンズ・クラブ選手権ではキャメロン・ノリーに初戦敗退。
イーストボーン国際ではベスト8入り。準々決勝でグレゴワール・バレールに敗退。
7月、ウィンブルドン選手権ではディエゴ・シュワルツマンに0-6, 3-6, 4-6のストレートで初戦敗退。スイス・オープンではベスト4入り。準決勝ではアルベルト・ラモス＝ビノラスに2-6, 3-6のストレートで敗北。
8月、ナショナル・バンク・オープンではホベルト・ホルカシュに7-5, 3-6, 0-3で
初戦敗退。ウエスタン・アンド・サザン・オープンではトミー・ポール (テニス選手)に初戦敗退。全米オープンではファン パブロ・バリーリャスに6-1, 5-7, 5-7, 4-6で初戦敗退。
9月、成都オープンではベスト8入り。準々決勝ではアレクサンダー・ズベレフに7-5, 5-7, 2-6で敗れた。チャイナ・オープンでは予選敗退。
10月、上海マスターズでは1回戦で途中棄権。ストックホルム・オープンではベスト4入り。準決勝でパーヴェル・コトフに3-6, 4-6のストレートで敗北。スイス・インドアではホルガー・ルーネに6-1, 5-7, 3-6で初戦敗退。パリ・マスターズではトマス・マルティン・エチェベリーに6-4, 6-7(6), 4-6で敗れた。
11月、ソフィア・オープンではロベルト・バウティスタ・アグートに6-7(9), 7-6(2), 6-7(5)で初戦敗退。年間最終ランキングは54位。

### 2024年 グランドスラム4回戦進出
1月、全豪オープンでは1回戦では綿貫陽介を4-6, 7-5, 6-3, 6-4、2回戦では第24シードのヤン＝レナード・ストルフを6-4, 1-6, 7-6(5), 1-6, 7-6(9)、3回戦では第14シードのトミー・ポール (テニス選手)を6-4, 3-6, 2-6, 7-6(7), 6-0で下して、自身2度目のグランドスラム4回戦進出を果たした。4回戦で第2シードのカルロス・アルカラスに4-6, 4-6, 0-6のストレートで敗れた。

## ATPツアー決勝進出結果

### シングルス: 4回 (1勝3敗)
| 大会グレード                    |
| グランドスラム (0-0)            |
| ATPファイナルズ (0-0)           |
| ATPツアー・マスターズ1000 (0-0) |
| ATPツアー・500シリーズ (0-0)    |
| ATPツアー・250シリーズ (1-3)    |

| サーフェス別タイトル |
| ハード (0-1)         |
| クレー (1-1)         |
| 芝 (0-1)             |

| 結果   | No. | 決勝日        | 大会           | サーフェス | 対戦相手             | スコア                  |
| ------ | --- | ------------- | -------------- | ---------- | -------------------- | ----------------------- |
| 準優勝 | 1.  | 2019年6月29日 | アンタルヤ     | 芝         | ロレンツォ・ソネゴ   | 7-6(7-5), 6-7(5-7), 1-6 |
| 優勝   | 1.  | 2020年9月13日 | キッツビュール | クレー     | ヤニック・ハンフマン | 6-4, 6-4                |
| 準優勝 | 2.  | 2023年2月20日 | デルレイビーチ | ハード     | テイラー・フリッツ   | 0-6, 7-5, 2-6           |
| 準優勝 | 3.  | 2023年4月9日  | エストリル     | クレー     | キャスパー・ルード   | 2-6, 6-7(3-7)           |

## 成績

### 四大大会シングルス
略語の説明
| W | F | SF | QF | #R | RR | Q# | LQ | A | Z# | PO | G | S | B | NMS | P | NH |

W=優勝, F=準優勝, SF=ベスト4, QF=ベスト8, #R=#回戦敗退, RR=ラウンドロビン敗退, Q#=予選#回戦敗退, LQ=予選敗退, A=大会不参加, Z#=デビスカップ/BJKカップ地域ゾーン, PO=デビスカップ/BJKカッププレーオフ, G=オリンピック金メダル, S=オリンピック銀メダル, B=オリンピック銅メダル, NMS=マスターズシリーズから降格, P=開催延期, NH=開催なし.
| 大会           | 2018 | 2019 | 2020 | 通算成績 |
| -------------- | ---- | ---- | ---- | -------- |
| 全豪オープン   | Q1   | 1R   | 1R   | 0-2      |
| 全仏オープン   | Q2   | 2R   |      | 1-1      |
| ウィンブルドン | Q1   | 2R   | NH   | 1-1      |
| 全米オープン   | Q2   | 2R   | 2R   | 2-2      |

### 大会最高成績
| 大会                     | 成績 | 年         |
| ------------------------ | ---- | ---------- |
| ATPファイナルズ          | A    | 出場なし   |
| インディアンウェルズ     | QF   | 2019, 2022 |
| マイアミ                 | QF   | 2022       |
| モンテカルロ             | 2R   | 2024       |
| マドリード               | 2R   | 2022-2024  |
| ローマ                   | 3R   | 2024       |
| カナダ                   | 2R   | 2023       |
| シンシナティ             | 3R   | 2019       |
| 上海                     | 2R   | 2024       |
| パリ                     | 2R   | 2020, 2024 |
| オリンピック             | 2R   | 2021       |
| デビスカップ             | SF   | 2021, 2023 |
| Next Gen ATPファイナルズ | SF   | 2019       |